# Nachtwächterbrunnen (Stuttgart)

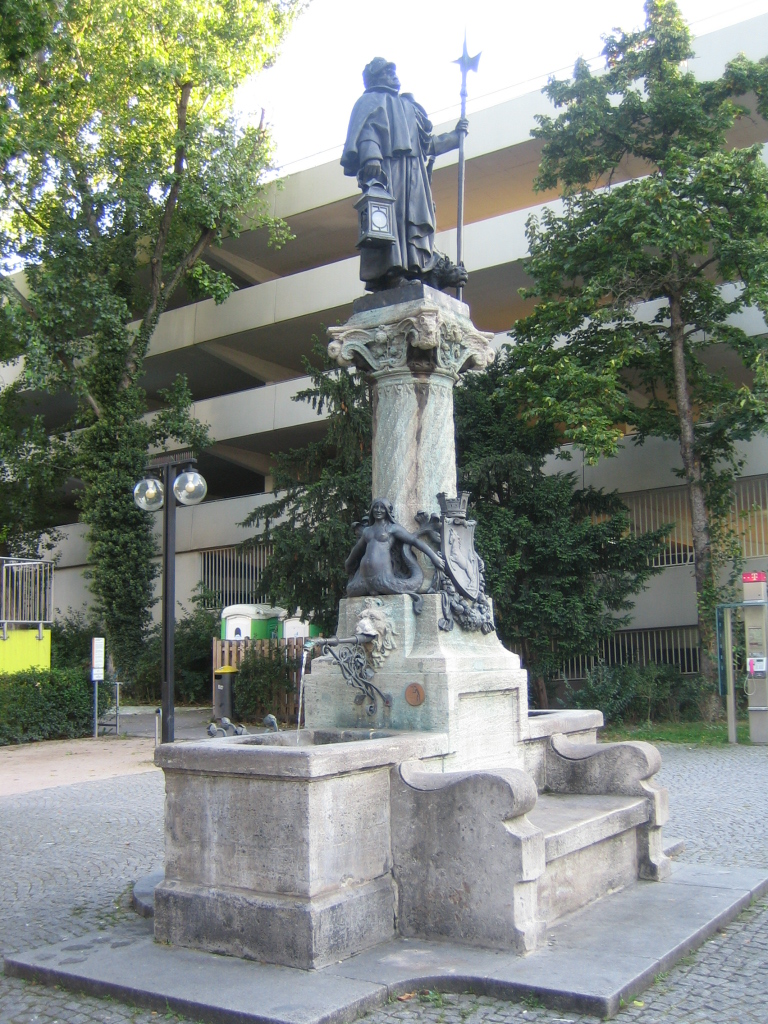
Nachtwächterbrunnen.

Der Nachtwächterbrunnen in Stuttgart wurde zum Gedenken an die Stuttgarter Nachtwächter errichtet, die bis 1862 über die Nachtruhe der Bürger wachten. Der Brunnen wurde 1900 nach den Plänen des Architekten Heinrich Halmhuber in Marktbreiter Kornstein erbaut und mit Bronzeskulpturen des Bildhauers Adolf Fremd ausgestattet. 1998 wurde der Brunnen saniert. Er ist von etwa Mitte Mai bis Mitte September in Betrieb.

## Lage

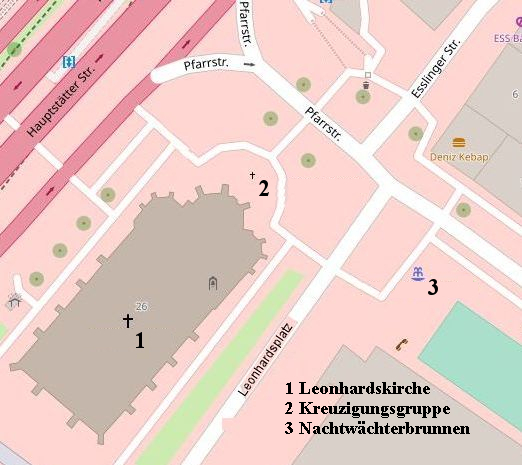
Lageplan.

An der Ecke Leonhardsplatz / Pfarrstraße steht in Stuttgart seit Anfang der 1960er Jahre der Nachtwächterbrunnen. Er erhebt sich in der Mitte eines gepflasterten Platzes von etwa 20 × 20 Meter Grundfläche, der zur Straße hin durch Poller abgeschirmt ist. Der Brunnen ist 40 Meter entfernt von der Kreuzigungsgruppe, die vor dem Chor der Leonhardskirche aufgestellt ist.

## Beschreibung
Der fast 5 Meter hohe Nachtwächterbrunnen ist im Stil deutscher Neurenaissance gehalten. Auf einer Grundplatte in Form des Brunnengrundrisses erhebt sich der Brunnenstock, flankiert von zwei würfelförmigen Brunnentrögen. Eine mit dem Unterbau verbundene Steinbank an der Vorderseite lädt zum Ausruhen ein, an der Rückseite ist eine Hundetränke angebracht. Der Brunnenstock setzt sich zusammen aus der lebensgroßen Bronzefigur des Nachtwächters, einer gestauchten, gewundenen Säule und einem würfelförmigen Sockel.
Die Brunnensäule endet in einem ionischen Kapitell mit inzwischen stark verwitterten Eulen und Fledermäusen an den Ecken. Über dem Kapitell präsentiert sich die bronzene Figur des Nachtwächters im Mantel mit Handlaterne, Hellebarde, Horn und Hund. Die Laterne des Nachtwächters war die erste elektrische Lichtquelle im öffentlichen Straßenraum Stuttgarts.
Auf dem Sockel des Brunnenstocks lagern links und rechts der Säule zwei fischschwänzige, nackte Wassernymphen aus Bronze, die sich mit abgewandtem Rücken an die Säule lehnen. Zwischen den Nymphen ist an der Vorderseite das mit einer Mauerkrone bekrönte Stuttgarter Stadtwappen mit dem springenden Pferd, dem „Stuttgarter Rössle“, angebracht, an der Rückseite das württembergische Wappen mit den drei liegenden Hirschstangen. Die Wappen umgibt ein üppiges Fruchtgehänge, das die Nymphen in Händen halten. An den beiden Seiten des Säulensockels entspringen aus einer Faunmaske die bronzenen Auslaufrohre mit Tierkopftülle, gestützt auf eine schmiedeeiserne Konsolstütze.
Die als Delphinbrunnen ausgebildete Hundetränke an der Rückseite des Brunnens wird von einem schmiedeeisernen Gitter mit Rosenranken eingefasst. Ein dicker Delphin quetscht sich in eine halbrunde Nische und speit das Wasser in das davorliegende halbrunde Becken.

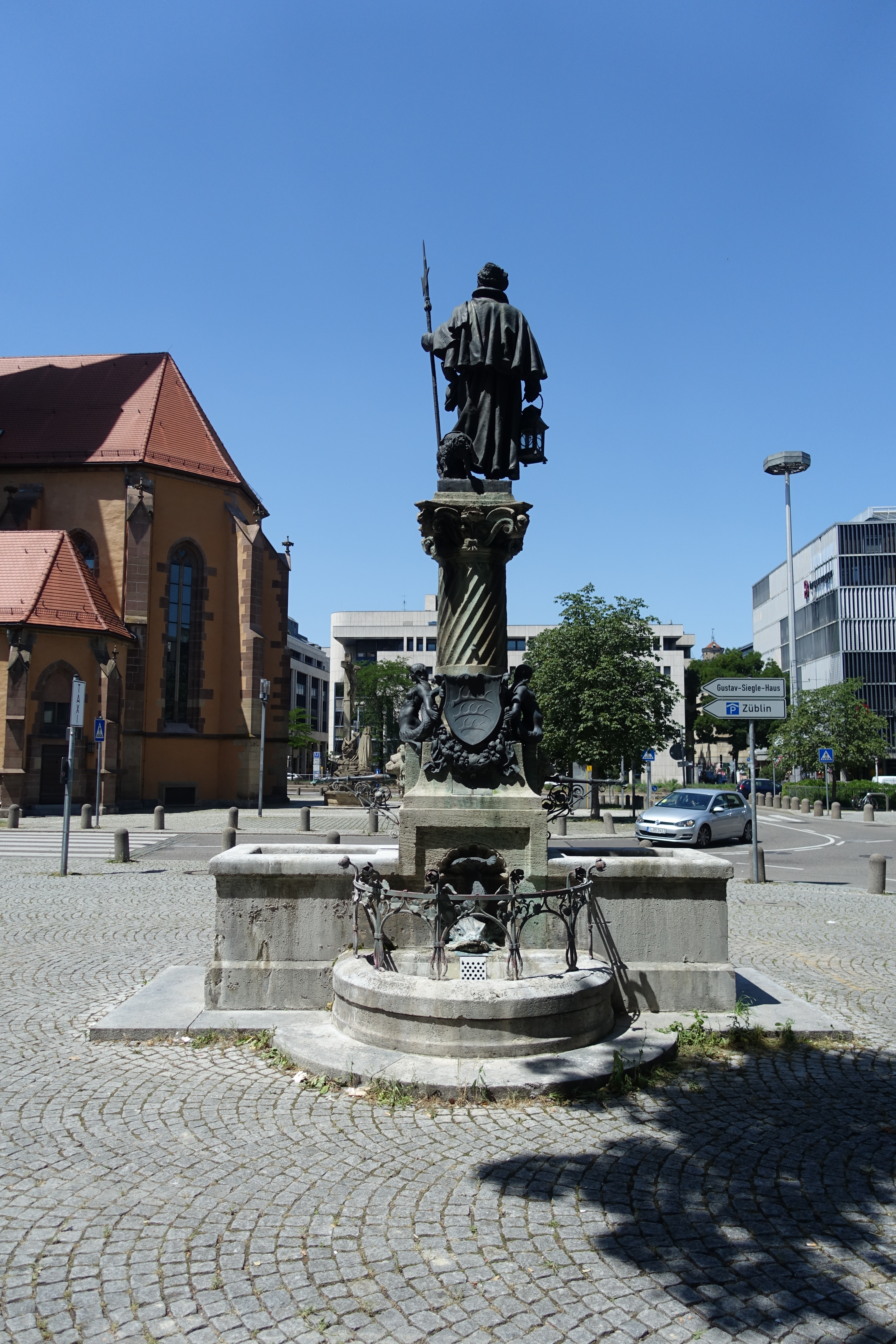
Rückseite mit Hundetränke.
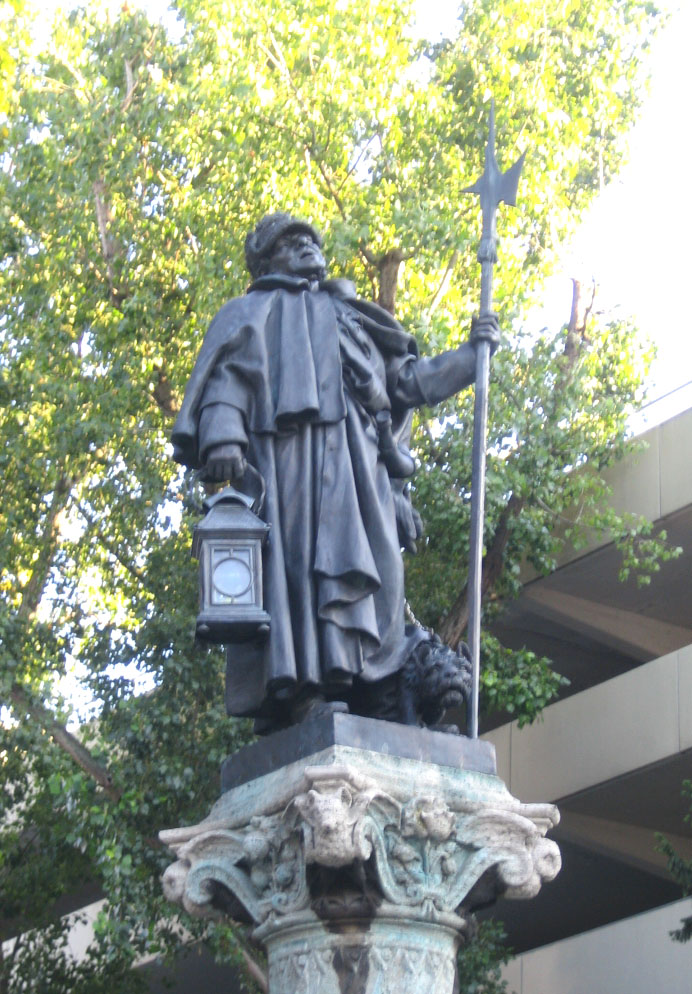
Nachtwächterstandbild mit Kapitell.
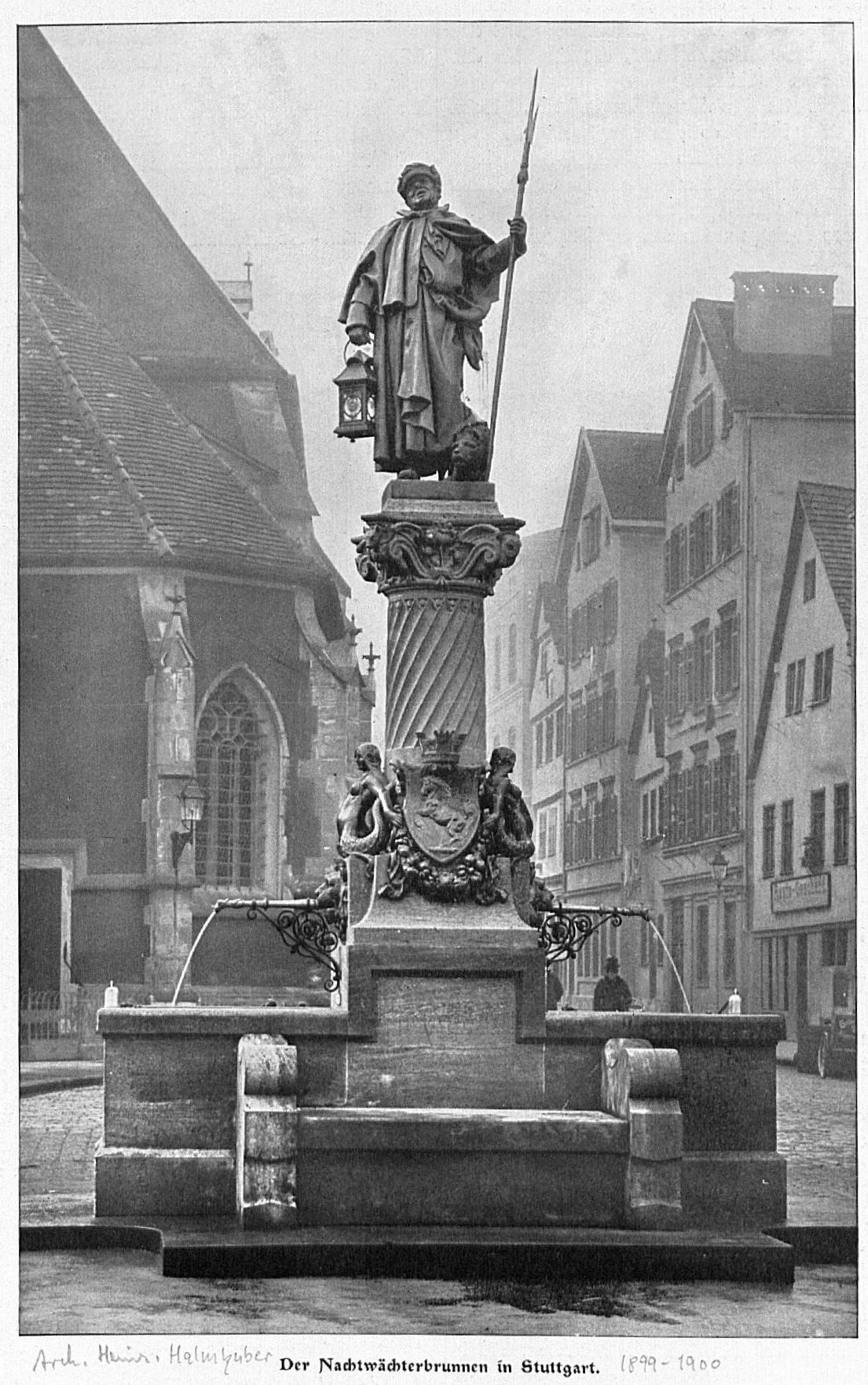
Nachtwächterbrunnen, 1901.

## Rezeption
Die Architektonische Rundschau urteilte 1901 über das neu errichtete Denkmal:
„Zur Seite des Chors der St. Leonhardskirche, in einer Ecke des gleichnamigen Platzes, dessen malerische und architektonische Erscheinung trotz aller Schlichtheit der umstehenden Gebäude zu dem Besten zählt, was Stuttgart an alten Städtebildern aufzuweisen hat, erhebt sich seit kurzem ein kleiner, von poetisch empfindender Künstlerhand errichteter Brunnen, der in selten gelungener Weise auf den betreffenden Platz komponiert ist und in seiner Hauptfigur das Andenken an die ehedem populärste, heute schon sagenhaft gewordene Figur früherer Gemeinwesen, den Nachtwächter, wacherhalten soll.“
In einer Festschrift zum 25-jährigen Dienstjubiläum des Stuttgarter Oberbürgermeisters Arnulf Klett heißt es 1971:
„Am Leonhardsplatz war [nach den Zerstörungen des Zweiten Weltkriegs] das steinerne Kruzifix vor dem Chor der Leonhardskirche erhalten geblieben, und hundert Schritte abseits stand der Nachtwächterbrunnen, Sinnbild verschollener Altstuttgarter Behäbigkeit, Erinnerungsmal jener eingefleischten, im ‚Bohnenviertel‘ kultivierten Stammtischseßhaftigkeit, der die Obrigkeit weder durch Nachtwächterruf noch durch Hockersteuer beizukommen vermochte.“

## Hotel Nachtwächter
In der Brennerstraße 8, 100 Meter nordöstlich des Nachtwächterbrunnens, steht das Hotel Nachtwächter. Im ersten Stockwerk ist an der Fassade das Wirtshausschild mit dem Schriftzug „Nachtwächter“ angebracht. Das Schild trägt die lebensgroße Profilfigur eines Nachtwächters im Mantel mit Handlaterne, Hellebarde und Horn. Die Figur steht vor einer Straßenlaterne, deren Lampe sich mit dem abgeknickten Laternenpfahl über den Nachtwächter neigt. Der Nachtwächter wurde auch im Vereinsnamen „Cannstatter Nachtwächter e.V.“ der Cannstatter Fasnet Freunde verewigt.

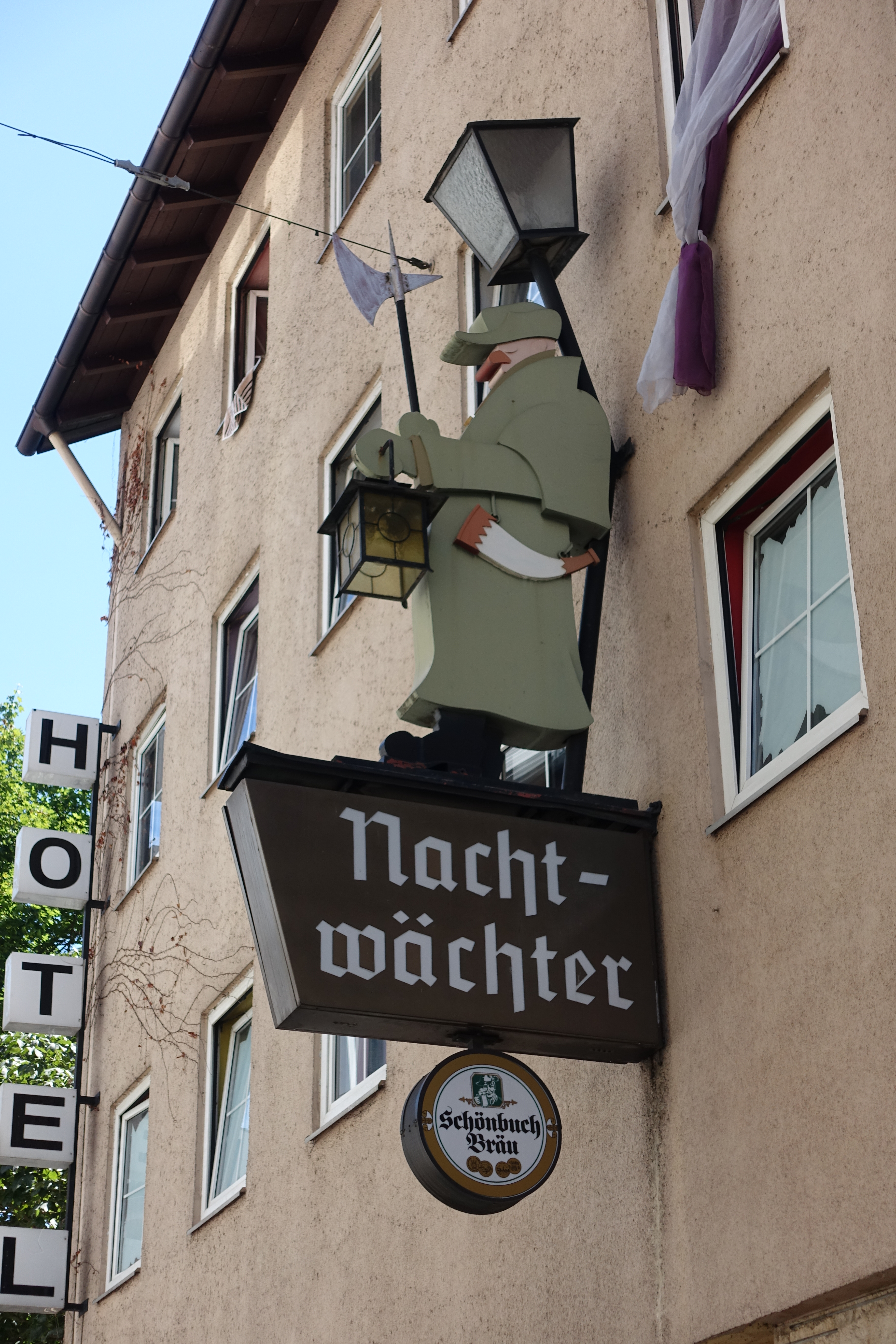
Hotel Nachtwächter in Stuttgart, Wirtshausschild.
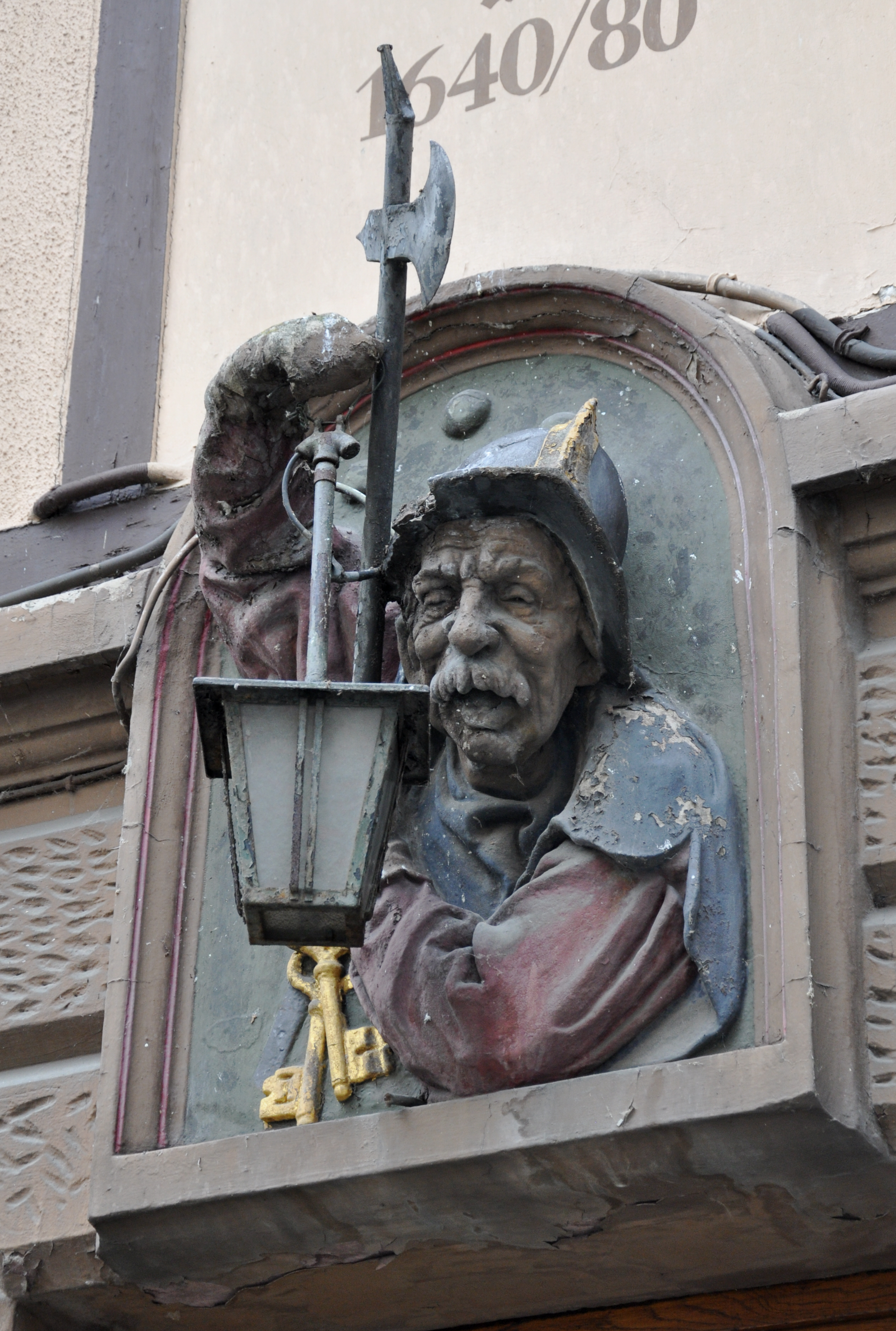
Ratsstüble in Bad Cannstatt, Nachtwächter-Relief.

## Cannstatter Nachtwächter
In Stuttgart-Bad Cannstatt ist über der Eingangstür zum Ratsstüble in der Marktstraße 41 in einer halbrunden Nische ein farbig gefasstes Relief angebracht. Es zeigt das Brustbild eines runzligen und schnauzbärtigen Mannes, eines alten Nachtwächters mit Mantel, Helm, Hellebarde, Handlaterne und goldenem Schlüsselbund. Die Cannstatter Fasnet Freunde verewigten den Nachtwächter in ihrem Vereinsnamen Cannstatter Nachtwächter e. V.